# Miss Italia 1951
Miss Italia 1951 si svolse per la prima volta a Sanremo, in un'unica serata il 23 settembre 1951. Vinse la minorenne Isabella Valdettaro, di Roma. L'organizzazione fu diretta da Dino Villani.
A quest'edizione partecipò anche Jolanda Fasce, vincitrice di "Miss Italia dell'America Latina", un concorso per italiane e figlie di italiani indetto a Buenos Aires.

## Risultati
| Risultato finale  | Concorrente                                                          |
| ----------------- | -------------------------------------------------------------------- |
| Miss Italia 1951  | - – Isabella Valdettaro (Miss Liguria)                               |
| Top 5             | - – Marina Bughi - – Fanny Landini - – Lucia Fontani - – Ketty Burba |
| Stella del Cinema | - – Giovanna Mazzotti (Miss Emilia)                                  |